# Тимирязевский переулок (Владикавказ)
Тимирязевский переулок — переулок во Владикавказе (Северная Осетия, Россия). Находится в Промышленном муниципальном округе между улицами Кирова и Льва Толстого. Начало от улицы Кирова.
От Тимирязевского переулка начинается улица Генерала Масленникова.

## История
Переулок назван именем советского учёного Климента Аркадьевича Тимирязева.
Переулок образовался во второй половине XIX века. Значился в списке улиц Владикавказа 1891 года как Александровский переулок, названный по имени располагавшейся рядом церкви Александра Невского, построенной в 1855 году.
В XIX веке на переулке было несколько жилых домов. На углу с улицей Моздокской (сегодня — улица Льва Толстого) находился дом Марии Текштерм. В 1897 году в собственное здание на переулке переехало Николаевское училище (сегодня это здание принадлежит Горскому сельскохозяйственному университету). В собственном доме принимал врач Туганов. В настоящее время на переулке находятся только три жилых дома.
26 июня 1928 года постановлением заседания Президиума Владгорсовета 4-го созыва (протокол № 74, § 1477), Александровский переулок переименован в Тимирязевский: «Вновь составленный план города утвердить со следующим изменением названия переулок Александровский в пер. Тимирязевский».
В настоящее время на переулке находятся только три жилых дома.

## Объекты
Памятники культурного наследия России
- д. 3 — бывшее Николаевское училище (№ 1530378000). Построено в 1897 году.
- д. 3/ Кирова 37 — Бывшее здание 1-го реального училища (№ 1530377000). В настоящее время здесь находится библиотека Горского университета.
- д. 8 — памятник архитектуры (№ 1530378000)
- д. 10 — бывшая лечебница доктора Эльбуздуко Гуприевича Туганова, одного из организаторов здравоохранения в Северной Осетии (№ 1530380000)
- д. 12 — памятник архитектуры (№ 1530380000)

Другие объекты
- Детский парк имени Жуковского. Является памятником природы Северной Осетии[5].

## Галерея

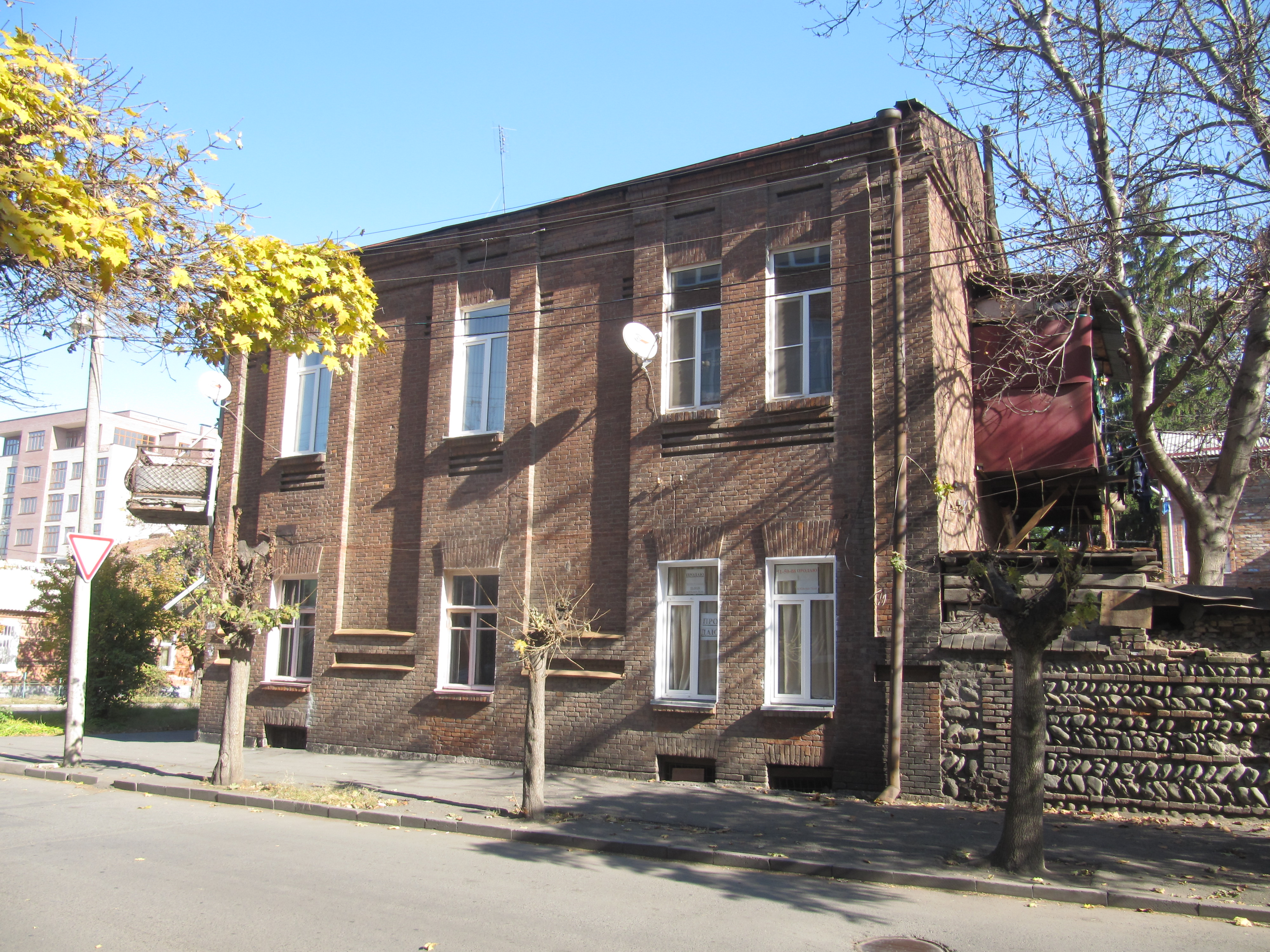
Дом Марии Текштерм (на углу с улицей Льва Толстого)
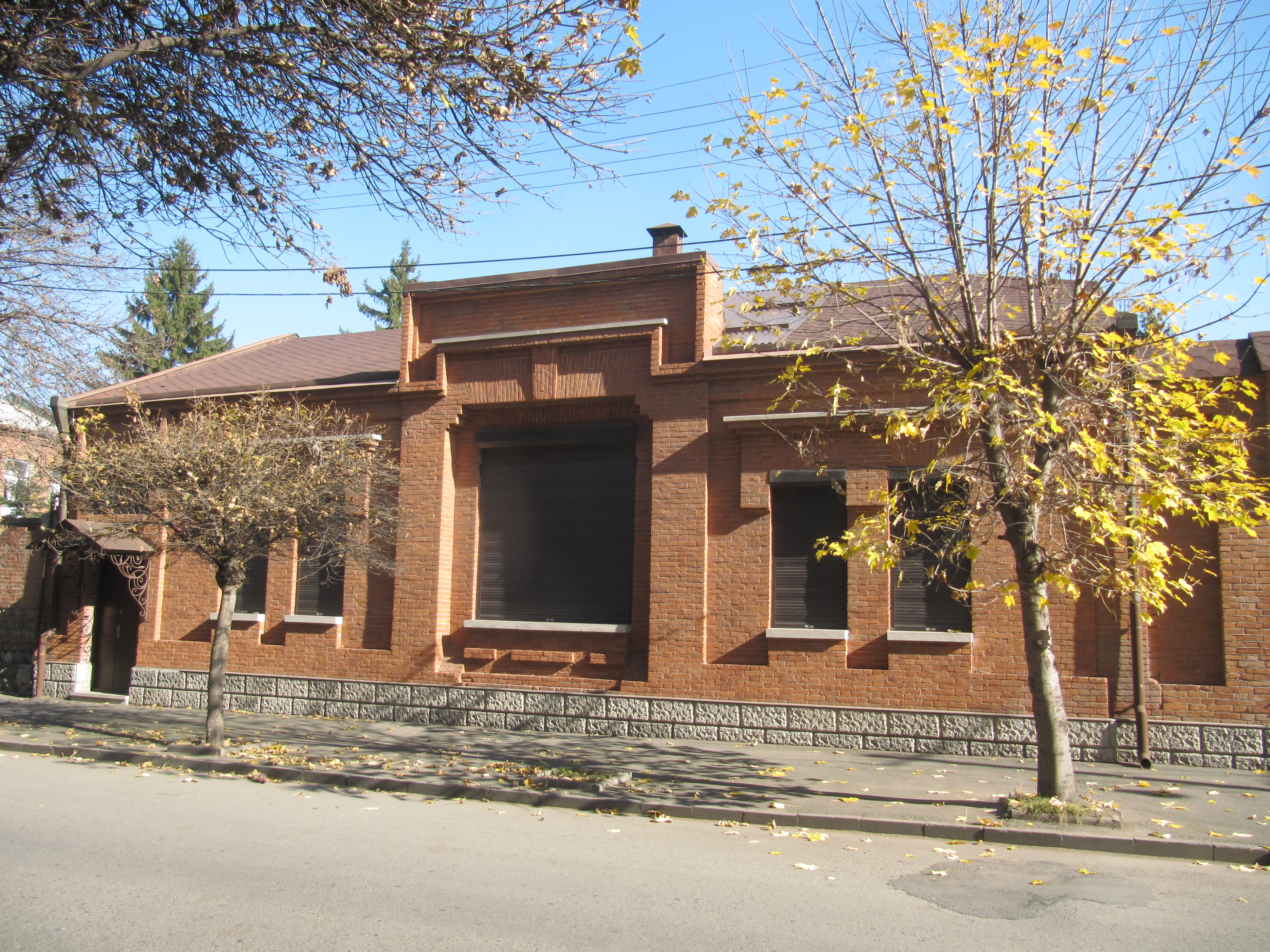
Дом врача Туганова
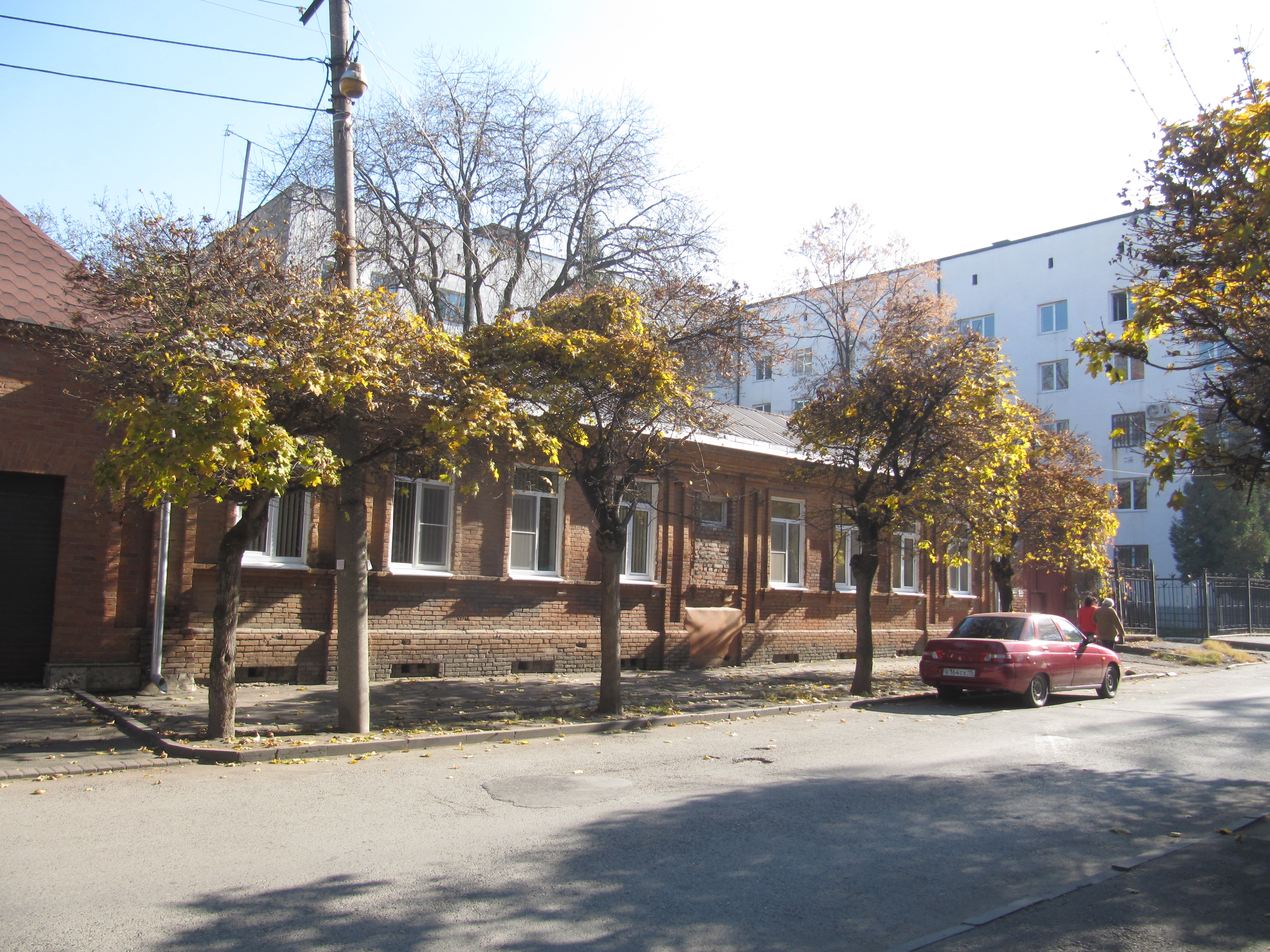